# Cerotainiops wilcoxi
Cerotainiops wilcoxi är en tvåvingeart som beskrevs av Pritchard 1942. Cerotainiops wilcoxi ingår i släktet Cerotainiops och familjen rovflugor. Inga underarter finns listade i Catalogue of Life.